# Světová federace tanečního sportu
Světová federace tanečního sportu (WDSF, anglicky World DanceSport Federation), dříve též International DanceSport Federation (IDSF) je mezinárodní nevládní organizace sdružující jednotlivé národní taneční spolky, uznaná mezinárodním olympijským a paralympijským výborem.

## Historie
Původně byla organizace založena roku 1957 pod názvem International Council of Amateur Dancers (ICAD).
V roce 1990 se přejmenovala na název International DanceSport Federation (IDSF).
V roce 2011 byla přejmenována na WDSF, aby vystihla svůj celosvětový charakter.